# チョコボ
- ファイナルファンタジーシリーズ > チョコボ
- ファイナルファンタジーシリーズ > 召喚獣 > チョコボ

チョコボ（Chocobo）は、スクウェア・エニックス（旧スクウェア）の「ファイナルファンタジーシリーズ」に登場する架空の鳥で、スピンオフシリーズ「チョコボシリーズ」の主人公。モーグリやサボテンダーなどと共に、シリーズのマスコットキャラクターにもなっている。

## 概要
1988年発売の『ファイナルファンタジーII』において初登場した。考案は『FF』シリーズの開発に携わった石井浩一で、石井の関わった『聖剣伝説』シリーズにも登場している。石井によると、モデルは小学校低学年の頃に祭の夜店で買ってもらった「ヒヨコ」が原点であり、名前の由来は、昼休み時間にチョコレート（森永製菓のチョコレート菓子であるチョコボール）のテーマソングを口ずさみながらチョコボの絵を描いていたことからだという。『ファイナルファンタジーIV イージータイプ』の初心者の館では「ダチョウのような生き物」と解説している。
鳥であることと、「クエッ!」という鳴き声が共通しており、かつて森永製菓とのタイアップとして、「チョコボのチョコボール」という商品を発売したことがある。

## 特徴
首は長く、大きな頭をしており大きな幅広のクチバシがある。長い2本の足があり、走るときは背中を曲げないので、乗用に用いることができる。また、成人を数名乗せられる程度の大きな体躯を持つ。基本的には黄色だが、多彩な色（特に種類が分けられていない場合もある）や多色の個体もいる。ダチョウのように羽が退化しており、黒チョコボという種類を除けば飛翔することができない。
チョコボ臭いと表現される鳥特有の体臭をしており、そのような場所はチョコボが生息している目印であるとされる。また、野菜をよく食べ、特にギサールの野菜と呼ばれる野菜を好んで食す。
チョコボは作品世界において乗用として利用されている。各作品の世界では、主に陸上用移動手段と位置付けられる傾向にあり、ゲームではマップ上を高速で移動できる乗り物としての役割を果たす。基本的に乗っている間は徒歩での倍の速さで移動でき、戦闘も回避できる。また、『FFVIII』によれば成鳥は75 - 85kmくらいの速度が出る。
騎乗時には主に「チョコボのテーマ」やそのアレンジバージョン（作曲は植松伸夫）が流れる。これまでにゲーム中ではサンバ、マンボ、テクノ、ハワイアン、ビッグバンドなど様々な曲調のアレンジが登場しており、それらの多くに「○○○・デ・チョコボ」という曲名がつけられている。
また、作品によってはサブイベントやミニゲーム、召喚獣として登場することもある。多くの場合は最も初歩的な召喚魔法であるが、低確率で攻撃力の高い「デブチョコボ」が発動することもある。その他、モンスターとして登場する場合もある。

## チョコボの種類
チョコボは主に色によって分類される。
チョコボ
一般的なチョコボ。その羽毛から、俗に「黄チョコボ」「黄色チョコボ」という。空を飛ぶことはできないが、陸上を素早く走ることができる。
子どものチョコボは「コチョコボ」（子チョコボ）といい、『FFVIII』『FFXI』『FFXIII』に登場する。『FFXIII』のコチョコボは黄色い羽毛を持つ。また、『BC FFVII』では黄色い羽毛を持つ「黄チョコボ」が登場する。
黒チョコボ
黒い羽毛を持つチョコボ。空を飛ぶことができ、森林地帯で乗り降りすることができる。
『FFV』では最後の生き残りが登場する。『FFT』でもチョコボ種としては唯一空を飛べる。また、『FFT』では、「チョコボール」という遠距離攻撃も備えている。『FFXV』では絶滅危惧種として2つのクエストで、それぞれ成鳥、タマゴ（後に孵って雛）が登場する。
白チョコボ
白い羽毛を持つチョコボ。『FFIV』では、パーティのMPを回復してくれる。『FFV』では、召喚獣としてチョコボキックを繰り出す上、低確率で登場する白デブチョコボも存在する。MPは回復しないが、『FFVII』でも登場する。『FFIX』では黒チョコボと同じ働きをする。
また、『はたらくチョコボ』では水辺に配置すれば、自分で魚を捕るため、餌がなくても逃げない特性がある。
赤チョコボ
赤い羽毛を持つチョコボ。『FFT』に登場する。チョコボ種の最上位モンスターであり、「チョコメテオ」という隕石を落す。
『FFIX』では、山を登れる。
茶チョコボ
初出は『はたらくチョコボ』。小柄で、寂しがりであり一匹では労働の効率が下がるが、同種のチョコボがいればいるほど効率が上がる特性がある。
『XII』に出現するモンスター。
銀チョコボ
銀の羽毛を持つチョコボ。『FFXVI』のクエストに登場する。
デブチョコボ
倉庫代わりとして巨大な腹の中にアイテムを預けておくことができる太ったチョコボ（『FFIII』、『FFIV』）。
『FFV』では召喚獣「チョコボ」、『FFVII』では召喚獣「チョコボ&モーグリ」を使用した際に稀に登場する。
チョコボリーダー
『XII』に出現するモンスター。弱点を変化させる能力を持つ。
トリックスター
『XII』に出現するチョコボのモブモンスター。透明になったり、「チョコメット」という技を使う。ピンチになると一定時間、トリックスターへの攻撃が無効になる。
アカシック・チョコボ
『FFXVI』に出現するモンスター。アカシア化したチョコボで、全身が灰色となり、所々青く発光している。

### 『FFVII』のチョコボ
『FFVII』では種類分けの名付けが、チョコボの能力による分類になっている。
- 山チョコボ - 山や崖も走行可能な緑のチョコボ。
- 川チョコボ - 川や浅瀬も走行可能な水色のチョコボ。『DC FFVII』でも名前のみ登場する。
- 山川チョコボ - 山チョコボと川チョコボの特性を兼ね備えた黒いチョコボ。
- 海チョコボ - あらゆる地形を走行可能な金色のチョコボ。

### 『FFXI』でのチョコボ
『FFXI』で育成できるチョコボには、黄色の他に黒、青、赤、緑のチョコボが存在する。他のシリーズとは異なり、色による能力の違いはない。

### 外伝作品にのみ登場するチョコボ
とらチョコボ
『はたらくチョコボ』に登場。こちらは単独でいるのを好み、複数配置すると効率が落ちる特性がある。茶チョコボと相反する存在といえる。頭頂部がハゲタカのようになっており、「ケンカで頭突きのしすぎ」が原因とされている。
同じ仕事でなければ、同じ場所に配置されていても気にしない（という仕様がある）、変わった性格。
三毛チョコボ
『はたらくチョコボ』に登場する。野菜をとるのが得意。
セクレタリチョコボ
『はたらくチョコボ』の難易度が「ゲキムズ」のステージのクリア報酬として手に入るチョコボ。倉庫の管理が得意で、はたらきに出ていなければ、ターン経過で石以外の資源が腐る量を減らしてくれる。
ヒナチョコボ
『ワールド オブ ファイナルファンタジー』に登場する。チョコボの雛で、頭に産まれた時の卵の殻を被っている。
メカチョコボ
『ワールド オブ ファイナルファンタジー』や『チョコボGP』に登場する。チョコボ型の機械。
クロヒナチョコボ
『ワールド オブ ファイナルファンタジー』に登場する。ヒナチョコボと同じく、頭に卵の殻を被っている。
トウホウフハイ
『ワールド オブ ファイナルファンタジー』に登場する。見た目は黒チョコボと同じだが、空を飛ぶことはできない。
メカチョコ
『ワールド オブ ファイナルファンタジー マキシマ』に登場する。メカチョコボと同じくチョコボ型の機械だが、メカチョコボの機械的な部分（脚のタイヤや、翼の大型化など）をなくし、従来のチョコボと同じ姿をしている。

## 作品ごとの扱い
ファイナルファンタジーII（乗り物）
カシュオーン城の南の森にのみ生息しており、草むらの中から見つけだして捕まえると乗り回すことができる。一度降りると森に帰ってしまう。
ゲーム中では僅かなヒントしか登場せず、生息場所も見つけづらい、一種の隠れキャラクター的な扱いであった。
本作のオリジナル版に登場するチョコボの体毛色は白。リメイク版では後のタイトルに準じて黄色になっている。
ファイナルファンタジーIII（乗り物・預かり屋・召喚獣）
『II』と異なり、チョコボの森は世界各地に点在する。チョコボを飼う農家など、人との関わりも見られる。
預かり屋として活用できる「でぶチョコボ（ニンテンドーDS版では「デブチョコボ」）」が初登場。
以降の作品でチョコボ関連アイテムに付随する「ギサール」という単語は、この『III』に登場する村「ギサール」が元になっており、そこが原産の「ギサールの野菜」がチョコボの大好物である。
初登場の召喚魔法においては、一番初歩的な召喚獣と位置づけられた。
ファイナルファンタジーIV（乗り物・召喚獣・預かり屋〈DS版以外〉・ミニゲーム〈DS版のみ〉・コレクション〈DS版のみ〉）
基本的に『III』の設定を引き継ぐが、白チョコボと黒チョコボのバリエーションが登場。特に黒チョコボの存在は、「乗れれば便利」なものから「乗らなくては目的地に行けない」ものへとチョコボの役割を進化させた。
預かり屋としてのデブチョコボ（でぶチョコボ）が登場したのは本作が最後となる（DS版を除く）。以降の作品では全アイテムを手元に持てるようになったためである。
ニンテンドーDS版では以降作品と同様に全アイテムを手元に持てるようになったため預かり屋が廃止され、デブチョコボには代わりに召喚獣「ポーチカ」を成長させるミニゲームや、モンスター図鑑やムービーの閲覧などのコレクション要素を展開する役割を与えられている。
ファイナルファンタジーV（乗り物・召喚獣）
主人公バッツのパートナーとして、「ボコ」という名前の付いたチョコボが初登場する。つがいになって卵を産むなど、より感情移入できる存在となった。
召喚魔法として取り引きされているものの、それ以外のチョコボが非常に珍しい世界である。上記のつがいの他には野生の黒チョコボが一体しか確認できない。
ただし、黒チョコボは絶滅種と見られているが、通常のチョコボを珍しがるキャラクターは存在しない。
演出面ではチョコボにキャラクターが乗った状態のグラフィックが初めて表示されるようになった。
「雌は人に乗られるのを嫌がる」という設定が存在する。
ファイナルファンタジーVI（乗り物・召喚獣?）
チョコボの森の代わりに、チョコボ屋が各町に存在し、フィールドに隠れた場所にも存在する。有料でレンタルできる。『IV』以前のように乗り捨てである。
チョコボにキャラクターが乗った状態で初めて操作できるようになった。
野生のチョコボが見られない世界であり、乗用の黄色チョコボ以外のバリエーションも存在しない。兵士が軍馬のように乗りこなす描写があるが、プレイヤーはチョコボを戦闘に使うことはできない。
召喚獣としてのチョコボはいないが、セッツァーの特殊コマンド「スロット」でチョコボの絵柄をあわせると「チョコボラッシュ」が発動し、敵の数に応じたチョコボが攻撃を行う。
ファイナルファンタジーVII（モンスター・乗り物・召喚獣・ミニゲーム）
特定のマテリアを装着すると、特定の地域でのバトルの際にランダムでチョコボが登場する。さらに条件を満たせばそのチョコボを捕獲しチョコボ牧場に預け、交配させたりしていく。交配によって特殊なチョコボを誕生させると、後にいけなかった場所へもいけることがある。なおシナリオがある程度まで進むと、飛空艇にチョコボを乗せることが可能になる。
捕獲したばかりのチョコボは乗り捨て可能だが、牧場に預けたチョコボは乗り捨てではない。
ゴールドソーサーのミニゲームによると、75 - 85km出るとのこと（個体差あり）。
ファイナルファンタジーVII リバース（乗り物・ミニゲーム）
オリジナル版とは異なり、各エリアで野生化しているチョコボを捕獲するミニゲームがあり、捕獲する事で騎乗できる。それぞれのチョコボは特定エリア限定であり、未捕獲のチョコボのエリアは別エリアで捕獲したチョコボは呼び出せない。
ファイナルファンタジーVIII（乗り物・召喚獣・ミニゲーム）
世界に6箇所あるチョコボの森（場所によって名称が異なる）でのミニゲームをクリアすることで、乗れるようになる（クリアできない場合は有料）。ただし、一度クリアしても再び訪れればまたミニゲームをしなくてはならない。また、各森には親愛の証というものがあり、それを探し出せればミニゲームをしなくても森に入った時点でチョコボが待機していてくれる。また、計6個の親愛の証を入手するとチョコボの聖域と呼ばれる場所にてイベントが起こる。乗り捨て可能。
また、初めてチョコボに乗れるようになった時にPocketStation用ゲーム『おでかけチョコボRPG』がダウンロード可能となる。
ファイナルファンタジーIX（乗り物・ミニゲーム）
リンドブルムの近くにある森の中でのイベントを経た後、チョコボ掘りや各所のイベントなどを経て育てていく仕組み。育てることで海に入ったり山に登ったりできるようになる。最終的にはデブチョコボが登場する島に到達することが目標。
乗り捨てではない。
ファイナルファンタジーX（乗り物・ミニゲーム）
ミヘン街道の移動などで登場。有料である。最初は乗れないが、チョコボを襲撃する敵を倒すと乗れるようになる。
作中では、プレイヤー以外にもシン討伐隊などが使用しているのが度々登場する。
その他、ミニゲームなどでの出番が多い。
ファイナルファンタジーX-2（乗り物・ミニゲーム・モンスター）
バトルの際にランダムで登場するチョコボを捕獲可能。そして飼育し各地へ派遣することが可能となる。
ファイナルファンタジーXI（乗り物・ミニゲーム）
チョコボの有料レンタルサービスを行うチョコボ厩舎が三国（サンドリア王国、バストゥーク共和国、ウィンダス連邦）とジュノ大公国、アルザビに置かれている。また、カザム、ノーグ、ラバオにも出張チョコボ貸し出し所がある他、テレポイントなどのワープ先付近にも出張所として「チョコガール」が派遣されており冒険者の移動を助けている。乗鳥料金は乗鳥時のプレイヤーレベルとそのエリアのその時間におけるチョコボ利用率に応じて価格が変わる仕組みになっている。
プレイ開始時は乗れないが、レベル20になると発生するクエストをこなすと「チョコボ乗り免許証」を取得でき、レベル20以上のキャラクターであればいつでもチョコボのレンタルを利用できるようになる。三国では特別に、免許証を持っていればレベル15から、また、チョコボ試乗券を使えば免許証の有無やレベルに関係なく騎乗することができる。ただし、どちらの場合も騎乗時間が制限され、前者は通常の半分の15分、後者は3分程度となっている。
野生のチョコボは現存していないが、適応環境、体の大きさにより区別される様々な種が存在している。
乗っている時にギサールの野菜を消費することにより、チョコボに地面を掘らせてアイテムを得ることができる。
通常の騎乗時間は30分であるが、特殊な装備品を装着することで騎乗時間が延長される。
乗り捨てであり、騎乗時間が尽きるか、一度降りるとチョコボは帰ってしまう。
なお黒魔法デジョンのように三国のチョコボ厩舎の前に移動するエンチャント効果のある装備があり、イベントの景品として配布された。
また、2006年8月22日に行われたバージョンアップでチョコボ育成が導入された。
ゲーム内で入手したチョコボの卵を三国のチョコボ調教師に預けることでチョコボを育てられるようになる。プレイヤーは、餌を与えたり、育成計画の設定、お世話をすることでチョコボの能力を伸ばすことができる。成長するにしたがってプレイヤーが選択できるお世話や育成計画が多くなっていく。
育成は現実世界の1日単位で進行し、卵は預けてから4日目で孵化してヒナとなり、餌を与えたり、プレイヤーがチョコボに名前をつけることができるようになる。
19日目でコチョコボとなり、チョコボの色がわかるようになる。
29日目で成鳥となり、チョコボに騎乗できるエリアでチョコボホイッスルを使用することで、育てたチョコボを呼び出して乗ることや、プレイヤーが育てたチョコボ同士を掛け合わせて親の能力を引き継いだチョコボの卵を得たりできる。育成をやめて引退させたりチョコボレースへの参加が可能となるのもこの時期からである。
129日目のときに育てているチョコボとの別れがある。今までの思い出などのフラッシュ映像として流れる。これにはチョコボブリーダーとしての（立場の）性格上ということである。
2007年3月29日に行われたバージョンアップでチョコボレースが実装された。育成中であるか引退した、成鳥以上のチョコボをチョコボレースセンターに登録することで自分のチョコボをレースに参加させられるようになる。チョコボにはレース専用のアイテムを1つ持たせられる他、用意された3種類のうち1つの作戦を騎手に指示できる。レースの対戦相手はNPCのみであり、騎手もまたNPCである。したがってプレイヤーが介入できるのはチョコボの育成、アイテムの指定と作戦の指定のみである。また、拡張ディスク『アトルガンの秘宝』が導入されていることが必須となっている。
ファイナルファンタジーXII（乗り物）
有料であり、各町の中にチョコボ屋が設置されている。野生のものを捕獲したチョコボにギサールの野菜を渡すとタダで乗れる。
チョコボでしか行けない道などがあり、そこへ行かなければ物語が進まないということがある。
なお騎乗には制限時間があり、約3分ほどしか乗れない代わりにスピードをアップさせることが可能。スピードアップ時は目が光る。
ファイナルファンタジーXIII（乗り物）
「コクーン産」と「グラン＝パルス産」で見た目が異なっており、コクーン産のチョコボは従来のチョコボのフォルムを踏襲しているが、グラン＝パルス産のチョコボは耳のように垂れ下がった2本の長い羽根が特徴。また、「人間の言葉を理解できるほどの高い知能を持つ」「帰巣本能が高い」「性別を見分けるのは専門家でさえ困難」といった生態が明かされている。
グラン＝パルスのアルカキルティ平原に生息しているチョコボには騎乗できる。乗った状態で敵にぶつかると画面左下の羽が一つ減り、三つ減った時点で振り落とされ、強制的に解除となる。なお、羽は自然回復する。チョコボに乗っている間だけ、宝を掘ることができ、ジャンプも乗っていない時より跳べる場所が増える。
このほかに、メインキャラクターの一人・サッズのペットとして雛チョコボが登場する。
ファイナルファンタジーXIII-2（乗り物・モンスター・召喚獣・ミニゲーム）
乗り物としてのチョコボは各地に生息しており、ギザールの野菜を渡すことで乗ることができる。地域によっては赤い「暴れチョコボ」になっており、一定時間ごとにギザールの野菜を消費していき、乗っている間のBGMも激しいものになる。
モンスターとしてのチョコボは黄、白、黒、青、赤、緑、紫の7種類が登場。捕獲に成功すると仲間として召喚したりチョコボレースに出場させることができるようになる。
ライトニング リターンズ ファイナルファンタジーXIII（乗り物）
ウィルダネス地方を中心に分布している。ほとんどの個体は体毛が黄色である。
通常はチョコボには騎乗できないが、ストーリーを進めると「ヴァルハラの天使」と呼ばれる体毛がほぼ白の個体が登場し、このチョコボにのみ騎乗できるようになる。
ファイナルファンタジーXIV
「馬鳥」と呼ばれている。
各町にチョコボ馬留（馬鳥馬留）が設置され、そこに繋留されている。オープンβ時点で乗用することはできなかった。
オープンβ時点において「馬鳥の羽根」というアイテムが存在する（説明には「チョコボの尾の羽根」と表示される）。
ファイナルファンタジーXIV：新生エオルゼア（乗り物・NPC）
「マイチョコボ」を入手して以降、都市やダンジョンを除いたフィールドで呼び出し乗ることができる。
消費アイテム「ギザールの野菜」を使用することでプレイヤーのバディ（相棒）としてバトルに参加する他、スキルツリーによる成長や見た目のカスタマイズが可能。
主な生産地はイシュガルドであり、一般的なラウンシー種だけでなく、ルガディン族の騎乗にも堪えられる大型のデストリア種や、ララフェル族用に品種改良されたベラフディアン・ジェニット種などが存在する。
他にも「グランチョコボ」と呼ばれる、チョコボの森などに生息する野生種は牧場生まれのチョコボより体格に優れ、運搬能力が高く2人乗りが可能。
ファイナルファンタジーXV（乗り物・ミニゲーム）
チャプター3以降、ダスカ地方にある「チョコボポスト」で特定のクエストをクリアすることで、各地にある「チョコボレンタル機」が使用可能になる。レンタルは1日50ギル、1回あたり最長7日間レンタルでき、レンタル期間中は「チョコボを呼ぶ」で笛を吹けばフィールド上のどこでも呼び出せる。フィールドの多くの場所を徒歩よりも速く移動できるほか、湖の水面を進むこともできる。また、キャンプ時もチョコボと一緒に食事をとる描写に変わる。
「チョコボポスト」にいるチョコボには餌を与えて一定時間ステータスをアップさせることも可能。ギサールの野菜、ミメットの野菜、レイゲンの野菜、クリーエの野菜、シルキスの野菜から選べる。
「チョコボポスト」にいるカミラに話しかけると名前変更、チョコボの色変更（パーティーメンバーそれぞれのチョコボも色変更可能）、チョコボ用のデコレーションアイテムであるチョコボメダル変更ができる。
本作ではチョコボに乗って一定の距離を移動することでチョコボのレベルが最大10まで上がる。
レベル1：初期状態。
レベル2：「お助けチョコボ」バトル中、チョコボが気分次第で助けに来る。
レベル2：「チョコダッシュ」運次第でバトルから逃走できるようになる（失敗する場合もある）。
レベル3：「ステータスアップ」スタミナ最大値が＋10、ダッシュ速度が×1.2倍にあがる。
レベル4：「チョコキック」バトルでチョコボがエネミーに強烈なキックを繰り出す。
レベル5：「ステータスアップ」チョコボのスタミナとダッシュ速度がアップする。スタミナ最大値＋10、ダッシュ速度×1.1倍。
レベル6：「チョコサージ」HP回復速度×2倍、精神＋80の1分間アップのステータス効果を気分次第でパーティーに付与する。
レベル7：「ステータスアップ」スタミナ最大値＋10、ジャンプ力×1.6倍にあがる。
レベル8：「チョコラッシュ」バトル中にチョコボが強烈な連続攻撃を行う。
レベル9：「ステータスアップ」スタミナ最大値＋10、スタミナ回復速度×2倍にあがる。
レベル10：「チョコボ de リンク」バトル中にチョコボとバックアタックリンクできるようになる。
ファイナルファンタジーXVI（乗り物・モンスター）
現実世界の馬の代わりに騎乗動物として登場する。
青年期以降、ロザリアでの特定のサブクエストをクリアすることで、クライヴの愛馬である白チョコボ「アンブロシア」を呼び出して乗ることができる。このクエスト内でアンブロシアと行動をともにしていた黄色いチョコボたちも仲間になり、パーティの仲間たちはこのチョコボに乗ることになる。
ブレーキをかけながらカーブするとドリフトし、一瞬だけ速度が速くなる。また、威力は低いがキックで敵を攻撃することもできる。
僅かではあるが敵モンスターとしても登場し、終盤でアカシア化した「アカシック・チョコボ」やリスキーモブとして手配されている個体「ドレッドコメット」がいる。
ファイナルファンタジータクティクス（モンスター）
モンスターとして登場。「チョコボ」「黒チョコボ」「赤チョコボ」の三種が登場。アビリティが優秀なモンスターで、序盤はチョコボすら強敵である。特に赤チョコボは「チョコメテオ」という凶悪なアビリティがあり、さらに複数で登場することが多い。
なお、仲間にチョコボがいる状態で人間ユニットと共に出撃させると、チョコボに乗ることができる（moveなどの修正を受けるが、騎乗しているチョコボのアビリティは使用できなくなる）。
ファイナルファンタジータクティクスA2（モンスター）
モンスターとして登場。「チョコボ」「緑チョコボ」「茶チョコボ」「白チョコボ」「赤チョコボ」「黒チョコボ」の6種が登場し、それぞれ特有のアビリティを持つ。また、チョコボ士というジョブが存在し弱ったチョコボに乗ることができ、そのチョコボのアビリティを使用可能になる。チョコボから降りると逃げてしまう。
ファイナルファンタジー レコードキーパー（召喚獣・キャラクター）
召喚獣として「チョコボ」「デブチョコボ」が登場。
オリジナルストーリーに「ヒメチョコボ」という本作初出の種類のチョコボが登場。
ゲーム中に入手できるギザールの野菜をアイテムに交換できる「デブチョコボの交換所」が常時設置されている。
ディシディアファイナルファンタジー（召喚獣）
それ以外にもプレイヤーのゲームプラン時に通常、黒、デブの3バージョン、ある条件を満たした時のプレイヤーアイコンに登場。他にもインストール時とそのセーブデータアイコン時に『FFV』のオープニングバージョンのバッツと共に登場している。
ファイナルファンタジー エクスプローラーズ（モンスター）
モンスターとして登場するが、稀にドロップするチョコボの魂石をモンスター研究所に持っていくと仲間モンスターとして使役できる。
ワールド オブ ファイナルファンタジー（モンスター・NPC）
モンスター（作中ではミラージュと呼ばれる）として登場。ジェム化することで使役できる。担当声優は久野美咲。NPCとして『V』のボコも登場しており、担当声優は花澤香菜。
聖剣伝説 〜ファイナルファンタジー外伝〜
メノス村の北の森で、卵から孵化した所に居合わせたヒーローを親と思い、一緒についてくることとなる（このイベントは見なくても後の展開に支障はない）。屋内や雪原には入れず、基本的にはヒーローと別れた場所で待機している。後にジュリアスによってガラスの砂漠に落とされたヒーローを命を掛けて救い、下半身が不自由になるがボンボヤジの手によって「チョコボット」として改造され、水の上を渡る能力を得る。また、アマンダやヒロインを守れず、自暴自棄になりかけたヒーローを精神的にも救った影の立役者でもある。エンディング映像では別の個体と出会いヒーローから離れて行くと見られる描写がある。
トバル2
隠しキャラクターとして登場。特定の条件を満たすとチョコボ、ブラックチョコボが使用可能となる。
ドラゴンクエストX 目覚めし五つの種族 オンライン（NPC・ゲストキャラクター）
コラボレーションイベント「FFXI DQX FFXIV アニバーサリー」にて『FFXI』からのゲストとしてシャントットと共に登場。風の町アズランに滞在し元気をなくしていたが、ギサールの野菜を食べさせることによって元気になり、シャントットから報酬をもらえた。またチョコボを模した装備品やハウジングの家具を入手することもできた。
New みんなのGOLF
ファイナルファンタジー30周年記念コラボで、カートとして登場。

## チョコボのテーマ
『FF』シリーズは新作が登場するたびにチョコボが登場し、その都度テーマ曲もアレンジされるため、「チョコボのテーマ」は『FF』シリーズ中もっとも多くアレンジされている楽曲である。その登場は古く、チョコボが初めて登場する『FFII』から既に登場している。『FFIV』からテーマが設定されたアレンジバージョンが加わり、それ以降さまざまなヴァリエーションが生まれている。『FFIX』では制作がハワイの「ホノルルスタジオ」（現在解散）であり、チョコボのテーマもハワイアン風な曲になっている。『FFXIII』では歌詞が付けられている。また、チョコボが主役のゲーム（『チョコボ』シリーズ）では1作品ごとに多くのアレンジがなされたため、曲数は急増した。
『FFII』で初登場したときにはAメロのみであったが、『FFIII』ではBメロも加えられた。『FFVII』以降メロディーの改変がBメロを中心にはじめて加えられ、ヴァリエーションの数がさらに上がる。
なお、デブチョコボに関連する曲は「チョコボのテーマ」とは別の曲。一部のチョコボに関連する曲も「チョコボのテーマ」の編曲でないものがある。

## チョコボのテーマの一覧

### チョコボのテーマ
- ファイナルファンタジーII
  - チョコボのテーマ - 初登場はAメロだけである。
- ファイナルファンタジーIII
  - チョコボのテーマ - Bメロが登場する。
- ファイナルファンタジーIV
  - チョコボ - 『FFIV』のアレンジCD『ケルティック・ムーン』ではアイリッシュサウンド調。
  - サンバ・デ・チョコボ - 黒チョコボのテーマ曲。サンバ調。
- ファイナルファンタジーV
  - ボコのテーマ - 固有の名前を持ったチョコボ、「ボコ」のテーマ曲。
  - マンボdeチョコボ - 黒チョコボのテーマ曲。マンボ調。『FFV』のアレンジCD『ピアノコレクションズ』でもマンボ調を基調としたアレンジになっている。『ディシディアファイナルファンタジー』では、この曲の原曲を使用。
- ファイナルファンタジーVI
  - テクノdeチョコボ - テクノミュージック調。
  - Milan de Chocobo - ミラノ交響楽団の演奏によるオーケストラ調。アレンジCD『Grand Finale』に収録されている。
- ファイナルファンタジーVII
  - エレキ・デ・チョコボ - エレキギター調。ザ・ベンチャーズの楽曲のオマージュ。
  - ワルツ・デ・チョコボ - ワルツ調。
  - シンコ・デ・チョコボ - テイク・ファイヴ風の5拍子の曲。
  - フィドル・デ・チョコボ - ブルーグラス調。フィドルとは、ブルーグラスで使用される弦楽器の呼称。
  - 牧場の少年 - カントリーミュージック調。
  - 本命穴チョコボ - 「チョコボのテーマ」とは全く別の曲。チョコボレースの勝鳥投票券購入時に使われている曲である。後に、『チョコボと魔法の絵本』シリーズなどのミニゲーム、「ポップアップデュエル」のメニュー画面などで再使用された。
- ファイナルファンタジーVIII
  - ODEKA ke Chocobo - ピコピコ音。
  - Mods de Chocobo (featuring N's Telecaster) - 1950年代後半から1960年代中頃のモッズスタイルを支持する若者に流行した曲調。
- ファイナルファンタジーIX
  - ウクレ・le・チョコボ - ウクレレ調。
  - アロハ・de・チョコボ - ハワイアンミュージック調。
- ファイナルファンタジーX
  - ブラスdeチョコボ - ビッグバンド調。
- ファイナルファンタジーX-2
  - チョコボ - おなじみのフレーズが登場するものの全く別の曲。
- ファイナルファンタジーXI
  - Dash de Chocobo - 初期バージョンでは採用されず、『ジラートの幻影』以降の追加ディスクより騎乗時のBGMが追加された。また、数回ループ再生後には既存エリアのBGMに戻る。
  - Choc-a-bye Baby - チョコボを育成する際に使われている曲。木管楽器の音色とゆったりとしたテンポが特徴的。『アトルガンの秘宝 オリジナルサウンドトラック』には収録されておらず、『FINAL FANTASY XI Original Soundtrack PREMIUM BOX』で初めてサウンドトラックに収録された。
  - Circuit de Chocobo - チョコボレースにエントリーする際に使われている曲。「Choc-a-bye Baby」よりも先にサウンドトラックに収録されたが、チョコボレースの実装が延期になったため実際にゲームに使われるまでに半年近くかかった。『アトルガンの秘宝 オリジナルサウンドトラック』に収録。
  - Run Chocobo, Run! - チョコボレースのBGM。「Circuit de Chocobo」同様、実際にゲームに使われるまでに半年近くかかった。
- ファイナルファンタジーXII
  - チョコボFFXIIアレンジ - ゲーム未収録曲で、サウンドトラックにのみ収録。ゲームに使用された下記の「チョコボ 〜FF12バージョン〜」に比べテンポが遅く、原曲に近いアレンジとなっている。
  - チョコボ 〜FF12バージョン〜 - オーケストラ調。『FF』シリーズでは初めてAメロにも大規模な改変が加えられている。
- ファイナルファンタジーXIII
  - コクーンdeチョコボ 夢をみようよII - 浜渦正志がサウンドを担当した『チョコボの不思議なダンジョン』 での使用曲「夢をみようよ」のリメイク。メロディラインは『III』のチョコボのテーマ原曲をなぞっているが、アレンジはほぼオリジナル。『FF』シリーズのチョコボのテーマとしては初めて歌詞が付き、ボーカルが収録された。
  - パルスdeチョコボ - フュージョン調。全て、国内のミュージシャンによって生演奏されたものが録音されている。
- ファイナルファンタジーXIII-2
  - Groovy Chocobo -  『FINAL FANTASY XIII-2 オリジナル・サウンドトラック』に収録。チョコボに乗っているときの曲。
  - ロデオdeチョコボ -  『FINAL FANTASY XIII-2 オリジナル・サウンドトラック』に収録。チョコボレースの曲。
  - Crazy Chocobo - 『FINAL FANTASY XIII-2 オリジナル・サウンドトラック』に収録。「暴れチョコボ」に乗っているときの曲。
  - Crazy Chocobo_UstreamEdit - 『FINAL FANTASY XIII-2 オリジナル・サウンドトラック プラス』に収録。アレンジバージョン。
  - Hopping Chocobo - 『FINAL FANTASY XIII-2 オリジナル・サウンドトラック プラス』に収録。
- ファイナルファンタジーXIV
  - 世界のあした - チョコボレーシングより。詳しくは該当項目を参照。
- ファイナルファンタジーXV
  - ブルース de チョコボ -  『FINAL FANTASY XV オリジナル・サウンドトラック』に収録。チョコボポスト・ウィズの曲。
  - ロデオ de チョコボ -  『FINAL FANTASY XV オリジナル・サウンドトラック』に収録。チョコボに乗っているときの曲。ダッシュ時や水面では曲調が変化する。
- チョコボレーシング
  - ダッシュ DE チョコボ - 起動時のデモムービー曲。
  - えらんでチョコボ - メニュー画面で使用されている曲。
  - チョコボのテーマ - ストーリーモード挿入曲
  - デブチョコボのテーマ - ストーリーモード挿入曲 でぶチョコボあらわる（『FFIII』）のアレンジ
  - つくってチョコボ - ストーリークリア時のキャラクターエディット画面の曲。チョコボのテーマのアレンジではない。
  - シドのテストコース - シドのテストコースのBGM。かなりオリジナルに近いチョコボのテーマ。
  - ハングリーランド - ハングリーランド（でぶチョコボのホームコース）のBGM。チョコボのテーマのアレンジ。
  - 世界のあした - ストーリーモードクリア時に流れる、ゆったりとした曲調のアレンジ。
    - 以下2つは曲名にはチョコボが入っていない上、いわゆる普通の「チョコボのテーマ」のアレンジではないが、本作を代表する曲となっている。

  - 心のたからばこ - 本作のエンディング曲。作詞：時田貴司、作曲：伊藤賢治、編曲：浜口史郎、歌：太田裕美。
  - ミシディア空中庭園 - ミシディア空中庭園コースのBGM。『FFV』の「エンドタイトル」のアレンジ。本作のCMに多用された。
- 特定のシリーズと直接の関係の無い派生版
  - Mambo de Chocobo - シングル『ファイナルファンタジーV マンボdeチョコボ』、アルバム『F.F.MIX』に収録。収録のために結成されたSeñol Uematsu & Los Mambo Panchos（セニョール植松とマンボ・パンチョス）演奏。インターネットラジオ『植松ラヂヲ』のオープニング曲としても使われた。『V』の「マンボdeチョコボ」のアレンジ。
  - ソンゴdeチョコボ - アルバム『FINAL FANTASY 1987-1994』に収録。Mambo de Chocoboと同じくSeñol Uematsu & Los Mambo Panchos演奏。もともとは『FINAL FANTASY V DEAR FRIENDS』に収録する予定であったが、アルバム全体の曲の統一性から未収録となった経緯を持つ。
  - Swing de Chocobo - More Friends music from FINAL FANTASYコンサートとVOICES music from FINAL FANTASYオーケストラコンサートのアンコールで演奏された曲。編曲をしたのは両コンサートの指揮を担当をしたアーニー・ロス。演奏中に歴代 （『FFII』〜『FFXI』）のチョコボの映像が流された。
  - チョコボのハッピークリスマス - 『チョコボの不思議なダンジョン オリジナル・サウンドトラック』デジキューブ版の初回限定特典8cmCDに収録されている。SQUARE ENIX MUSICのサイトにてDL購入することが可能。浜渦正志の編曲でタイトルの通りクリスマス音楽をモチーフに、オーケストラによる演奏。

### デブチョコボのテーマ
デブチョコボのテーマは通常のチョコボのテーマと異なり、スウィング風のリズムを特徴とした独自のメロディで、デブチョコボの鈍重なイメージを表現するユーモラスでゆっくりとしたテンポの曲である。
『III』で使われたメロディが移調した上でそのまま『IV』に流用されているが、『V』以降、『FF』本編ではデブチョコボ自体が登場する機会が少なくなったため、本曲が用いられる機会も激減した。
一方、チョコボシリーズでは大抵でぶチョコボが出るため、多用されている。
　

## チョコボシリーズ
チョコボを主体としたスピンオフゲームシリーズ。総称してチョコボシリーズという。一部例外はあるが、ほとんどの作品でデフォルメされたチョコボが登場する。登場キャラクターのデザインも似通っているが、『FF』シリーズ本編と同様にそれぞれの作品のストーリーは独立しており、直接的な繋がりはない。
『チョコボ』シリーズはほとんどが板鼻利幸によるデザインとなっている。
以下、表記は『ファイナルファンタジー』シリーズの作品一覧に準ずる。
※PS=PlayStation、PS2=PlayStation 2
、GA=ゲームアーカイブス（PS3 / PSP / PS Vita）、Wii=Wii（ウィー）、VC=バーチャルコンソール（Wii）、GBA=ゲームボーイアドバンス、DS=ニンテンドーDS、3DS=ニンテンドー3DS、PS4=PlayStation 4、Switch=Nintendo Switch、WS=ワンダースワン、WSC=ワンダースワンカラー、Win=Microsoft Windows、i=iアプリ、EZ=EZアプリ (BREW)、S!=S!アプリ
- 初出の機種のみ発売年月日を記載する。対応機種の後ろに「※」印が付いているものは未発売の作品。

### 『チョコボの不思議なダンジョン』シリーズ
ローグライクゲームシリーズ。チュンソフトの『不思議のダンジョン』シリーズをベースとしている。略称は『チョコダン』。
チョコボの不思議なダンジョン（PS・1997年12月23日, GA）
『チョコボ』シリーズ第1作。『不思議のダンジョン』シリーズの中村光一が監修。ターン制が常識のダンジョンゲームにATBバーを取り入れた一風変わった仕様。プレイヤーが操作するチョコボとモーグリにデフォルトネームがある珍しい作品（プーレとアトラ）。
チョコボの不思議なダンジョン for ワンダースワン (WS)
上記のWS版。バンダイが販売。

チョコボの不思議なダンジョン2（PS・1998年12月23日, GA）
続編にあたるが、ATBバーなどのシステムは大きく変更されている。（チョコボとモーグリの）デフォルトネーム廃止（変更可能）。
チョコボの不思議なダンジョン 時忘れの迷宮（Wii・2007年12月13日）
前作同様、上記2作とストーリー上の繋がりは無いが、ストーリー全体の雰囲気は前作同様、重い内容のストーリーとなっている。開発はハ・ン・ド。欧米では後述の『魔法の絵本』と共に『FINAL FANTASY FABLES』シリーズに属する。
シドとチョコボの不思議なダンジョン 時忘れの迷宮DS{\displaystyle ^{+}} （DS・2008年10月30日）
Wii版『時忘れの迷宮』をベースにしたリメイク移植版で、新たな要素も追加された。
チョコボの不思議なダンジョン エブリバディ!（Switch/PS4・2019年3月20日）
Wii版『時忘れの迷宮』をベースにしたリメイク移植版で、新たな要素も追加。

### その他の『チョコボ』シリーズ
おでかけチョコボRPG （PocketStation、Win）
PS版『ファイナルファンタジーVIII』内でダウンロードできるミニゲーム。後にWindows版『FFVIII』と連動したデスクトップゲームとしても移植され、Windows版『FFVIII』の公式サイトでダウンロードが可能となっている。
レースゲーム
チョコボレーシング 〜幻界へのロード〜（PS・1999年3月18日, GA）
チョコボや、冒険が進むにつれて増える仲間とクリスタルの謎を追う。隠し要素の1つとして初代チョコボも登場。
チョコボGP（グランプリ）（Switch・2022年3月10日）

チョコボスタリオン（PS・1999年12月22日, GA）
チョコボを使った『ダービースタリオン』風の育成シミュレーションゲーム。特定のチョコボが主人公ではない作品の一つ。
チョコボコレクション (PS)
チョコボ10周年記念として発売。オリジナル新作タイトル『ダイスDEチョコボ』、同時発売の『チョコボスタリオン』、既存作品の『チョコボレーシング』の3本を合わせた同梱パッケージセット。
ダイスDEチョコボ（PS, GA）
ボードゲーム。同梱パッケージ『チョコボコレクション』のオリジナルタイトルであり、単品発売はされていなかった。後に「スクウェア マスターピース」シリーズの1つとしてワンダースワンカラーへも移植される予定だったが発売中止となり、GBA版『チョコボランド』のベースとなった作品。後にゲームアーカイブスでもPS3、PSP、PS Vita向けに単品で配信。

はたらくチョコボ（WS・2000年9月21日）
開拓シミュレーション。ワンダースワンカラー発売前の作品だが、カラー表示に対応している。チョコボシリーズではあるが、特定のチョコボが主人公ではない作品の一つ。
チョコボランド (GBA)
ボードゲーム。上記『ダイスDEチョコボ』のリメイク作品。
どこでもチョコボ （i）
mova Dシリーズにプリインストールされたアプリゲーム。
チョコボdeモバイル （EZ, i）
ミニゲーム集。
『チョコボと魔法の絵本』シリーズ
アドベンチャーゲームシリーズ。多くのミニゲームが収録されている。開発はハ・ン・ド。
チョコボと魔法の絵本（DS・2006年12月14日）
カードゲーム「ポップアップデュエル」での対戦も行える。
チョコボと魔法の絵本 魔女と少女と5人の勇者（DS・2008年12月11日）
『魔法の絵本』の続編にあたるが、ストーリー上の繋がりはない。
また、カードゲームのみを独立させた無料オンライン対戦ゲーム『ポップアップデュエル オンライン』 (PC) が存在する。『ポップアップデュエル』のほかに『プルバックデュエル』というものも存在する。
チョコボパニック（iPad・2010年5月28日）
タッチスクリーンを使用したパーティゲーム。2010年5月28日よりDL販売開始。開発はボトルキューブ。
チョコボとクリスタルの塔（携帯電話・2010年6月29日）
ソーシャルゲーム型の基本無料の育成RPG。GREEにて2010年6月22日よりテスト版がリリースされ、同年6月29日より正式サービス提供開始。開発元はハ・ン・ド。プレイヤーはチョコボのブリーダーとなり、チョコボの世話をして育て、塔を冒険しお宝を集める。
Chocobo's Crystal Tower（PC・2010年11月2日）
Facebookにて2010年10月25日よりテスト版がリリースされ、同年11月2日よりver.βサービス提供開始。上記のPCブラウザゲーム版にあたり、グラフィックやシステムなどが異なっている。開発はハ・ン・ド。

チョコボのチョコッと農園（携帯電話、スマートフォン・2012年12月19日）
ソーシャルゲーム型の基本無料の農園ゲーム。GREEにてサービス提供され、後にdゲーム、mixiゲーム、mobage、yahoo!ゲーム、iOS、Androidでもサービス開始された。開発元はスマイルラボ。スクウェア・エニックス初のソーシャル農園ゲームであり、動物たちを育てたり作物を収穫したりなどを行う。
上記の他、「スクウェア・エニックス メンバーズ」の公式サイト内のゲームゾーンで配信されている無料カジュアルゲームにも、チョコボを用いたミニゲームが数作品存在する。

## 漫画・絵本作品
チョコボの名前を冠した書籍（漫画・絵本）は、以下のものが確認されている。
チョコチョコボンボン（菊池晃弘）
『月刊Vジャンプ』（集英社）から1993年7月号から1996年4月号にかけて連載。
「FFV」の前日譚（人間のバッツとチョコボのボコとの出会いと冒険）を描いた長編。ゲストキャラクターとして別の作品（「FFVI」・「FFVII」）のキャラクターも登場する。
それ行けダンジョン！チョコボ&モーグリ（原作・いざわひろし&漫画・やぶのてんや）
『週刊少年ジャンプ』（集英社）の読み切り作品。1998年18号（通号1491）に収録。
チョコボ&モーグリとゴブリンブラザーズによる、フェネック種やラクーン種などが住む「フォックス村」が管理している魔石を巡る戦いを描く。
チョコボのふしぎものがたり（かとうひろし）
『月刊コロコロコミック』（小学館）から1998年8月号から2001年1月号にかけて連載。
チョコボ&モーグリの冒険、『チョコダン2』のモンスター村の住民との交流、『レーシング』のネタを描いた、一話完結型及び数ヶ月に渡る長編。
不思議なフシギなチョコボくん（山下たかひろ）
『小学五年生』及び『小学六年生』（小学館）から、両者とも1998年10月号から1999年2月号にかけて連載。
チョコボ&モーグリとゲストキャラクター（ベヒーモス、ゴーレム、ゴブリン、トンベリ、ネオン、ナッツイーター、サハギン）の交流を描いた4コマ漫画。
ふしぎのチョコボ（たちばな真未）
『小学一年生』及び『小学二年生』（小学館）から、両者とも1998年11月号から2000年2月号にかけて連載。
及び、『入学準備学習幼稚園』（小学館）から、1998年11月～2000年2&3月号にかけて連載。全14話。1998年11月～1999年2&3月号は「案」として嵩瀬ひろしも協力。
迷路・クイズのパズル要素、チョコボとモーグリの冒険、『チョコダン2』のモンスター村の住民との交流、『レーシング』のネタを描いた一話完結型。
ふしぎのチョコボ（まみぴー）
『小学三年生』（小学館）から、1998年11月号から1999年8月号にかけて連載。
チョコボ&モーグリの冒険、『チョコダン2』のモンスター村の住民との交流、『レーシング』のネタを描いた一話完結型。
ペンネームを使い分けており、「たちばな真未」と「まみぴー」は同一人物である。
チョコボのふしぎな大冒険！（絵・早矢仕圭一&まんが原作・永田浩章）
『小学五年生』（小学館）から、1999年4月号から2000年2月号にかけて連載。
『チョコダン2』のシナリオを漫画化した長編。
チョコボの不思議な大冒険（佐藤元）
『小学四年生』（小学館）から、1999年7月号から2000年3月号にかけて連載。
『チョコダン2』のシナリオを漫画化した長編。タイトルの読みは同じだが、前述の「早矢仕圭一&永田浩章」の作品とは異なる。
ファイナルファンタジーえほん チョコボと空飛ぶ船（作・青木和彦&絵・板鼻利幸）
シド・チョコボが飛空艇を完成させ、ほのおの魔人「ジン」と戦う内容の絵本。
せんし・あかまどうし・くろまどうし・しろまどうしが冒険者として登場し、共に戦う。